# Koninklijke Harmonie Leo XIII
Koninklijke Harmonie Leo XIII is een Belgisch harmonieorkest met predicaat Koninklijk uit Izegem.
De vereniging is opgericht in 1922. De harmonie treedt op bij verschillende gelegenheden, zoals Rerum Novarum, het feest van Sint-Cecilia en het inzetten van het zomerverlof. Eenmaal à tweemaal per jaar wordt een avondvullend thematisch concert gespeeld.
Er is ook een jeugdensemble dat opereert onder de naam Luna Nueva.

## Dirigenten
- 1922-1924 Joseph Demeurine
- 1924-1945 Joseph Berteele
- 1945-mei 1986 Leopold Maertens
- mei 1986-1990 Geert Steen
- 1990-februari 1998 Herbert Matton
- februari 1998-september 2005 Hessel De Groff
- oktober 2005-heden Francis Bonte